# Cantone di Bezons
Il Cantone di Bezons era una divisione amministrativa dell'arrondissement di Argenteuil.
È stato soppresso a seguito della riforma complessiva dei cantoni del 2014, che è entrata in vigore con le elezioni dipartimentali del 2015.
Comprendeva il solo comune di Bezons.